# البارتو
البارتو (به ایتالیایی: Albareto) یک سکونتگاه مسکونی در ایتالیا است که در استان پارما واقع شده‌است.

## خصوصیات
البارتو ۱۰۳٫۹ کیلومترمربع مساحت و ۲٬۲۴۱ نفر جمعیت دارد و ۵۱۲ متر بالاتر از سطح دریا واقع شده‌است.